# Copa Real Federación Española de Fútbol 2014-15
La Copa Real Federación Española de Fútbol 2014-15 es la 22.ª edición de dicha competición española. Se disputa en dos fases, una entre equipos de la misma comunidad autónoma entre septiembre y noviembre dependiendo de la autonomía. La segunda fase es la fase nacional, en la que los campeones de cada comunidad se enfrentan a equipos eliminados de las primeras rondas de la Copa del Rey. Esta competición se jugó del 30 de julio de 2014 al 16 de abril de 2015, fecha en la que el Real Unión se proclamó campeón de esta edición. En esta competición, a diferencia de la Copa del Rey, pueden participar los filiales de los equipos siempre que no participe también el primer equipo.

## Equipos clasificados

### Campeones regionales
| - Linares Deportivo - CD Gerena - Sporting B - AD Almudévar - CE Mercadal - CF Unión Viera - CD Tropezón - UB Conquense - Arandina CF | - AE Prat - Real Unión - Arroyo CP - CD Boiro - Haro Deportivo - Móstoles URJC - Cartagena FC - C. Atlético Osasuna "B" - CD Castellón |

### Eliminados de la Copa del Rey
| - Gimnástica - Marino - Amorebieta - Varea - At. Astorga - Trival Valderas | - Puertollano - Toledo - At. Baleares - San Roque - Marbella - At. Granadilla |

## Fase nacional

### Dieciseisavos de final
| Equipo 1       | Agr.    | Equipo 2        | Ida | Vuelta |
| -------------- | ------- | --------------- | --- | ------ |
| Sporting B     | 1–3     | At. Astorga     | 0–1 | 1–2    |
| Marino         | 4–4 (a) | Boiro           | 4–2 | 0–2    |
| R. Unión       | 3–1     | Amorebieta      | 0–0 | 3–1    |
| Tropezón       | 3–1     | Gimnástica      | 1–0 | 2–1    |
| Osasuna B      | 8–0     | Haro            | 1–0 | 7–0    |
| Varea          | 1–3     | Arandina        | 1–0 | 0–3    |
| Prat           | 1–3     | Almudévar       | 0–2 | 1–1    |
| Mercadal       | 3–7     | At. Baleares    | 2–1 | 1–6    |
| Puertollano    | 1–2     | Castellón       | 1–0 | 0–2    |
| Conquense      | 5–0     | Cartagena FC    | 4–0 | 1–0    |
| Arroyo         | 1–3     | Linares         | 1–0 | 0–3    |
| Marbella       | 3–2     | San Roque       | 2–0 | 1–2    |
| Móstoles URJC  | 5–3     | Trival Valderas | 3–3 | 2–0    |
| At. Granadilla | w.o.    | Toledo          | –   | –      |

### Octavos de final
| Equipo 1     | Agr.        | Equipo 2      | Ida | Vuelta |
| ------------ | ----------- | ------------- | --- | ------ |
| At. Astorga  | 3–4         | Tropezón      | 1–2 | 2–2    |
| Arandina     | 2–2 (a)     | Boiro         | 0–1 | 2–1    |
| Castellón    | 3–1         | Osasuna B     | 3–0 | 0–1    |
| Almudévar    | 1–6         | R. Unión      | 0–2 | 1–4    |
| Gerena       | 1–1 (5–4 p) | Marbella      | 1–0 | 0–1    |
| Linares      | 6–2         | Unión Viera   | 5–0 | 1–2    |
| Conquense    | 3–2         | Móstoles URJC | 1–0 | 2–2    |
| At. Baleares | 2–2 (a)     | Toledo        | 0–1 | 2–1    |

### Cuartos de final
| Equipo 1     | Agr. | Equipo 2 | Ida | Vuelta |
| ------------ | ---- | -------- | --- | ------ |
| Castellón    | 4–3  | Gerena   | 3–1 | 1–2    |
| Conquense    | 0–3  | Linares  | 0–0 | 0–3    |
| At. Baleares | 4–5  | R. Unión | 2–1 | 2–4    |
| Arandina     | 3–5  | Tropezón | 2–2 | 1–3    |

### Semifinaless
| Equipo 1  | Agr. | Equipo 2 | Ida | Vuelta |
| --------- | ---- | -------- | --- | ------ |
| Castellón | 2–1  | Tropezón | 2–0 | 0–1    |
| Linares   | 0–2  | R. Unión | 0–0 | 0–2    |

### Final
| Equipo 1  | Agr. | Equipo 2 | Ida | Vuelta |
| --------- | ---- | -------- | --- | ------ |
| Castellón | 0–4  | R. Unión | 0–1 | 0–3    |

## Campeón
|            |
| Campeón    |
|            |
| Real Unión |
|            |
| 1.º título |